# Mops mops
Mops mops es una especie de murciélago de la familia Molossidae.

## Distribución geográfica
Se encuentra en Tailandia Malasia, Indonesia y Brunéi.  